# Рудник Клівленд
Рудник Клівленд (Cleveland) — колишній гірничодобувний майданчик на австралійському острові Тасманія.
У 1907 році створили компанію Cleveland Tin Mining Company No Liability, що з 1908 (за іншими даними — 1909) року почала видобуток на олов'яному родовищі Клівленд. Копальня отримала збагачувальну фабрику потужністю 1 тисяча тонн на місяць, а для вивозу продукції проклали вузькоколійну залізницю.
До 1911 року здійснювали вилучення відкритим способом «багатої» руди з вмістом оксиду олова у понад 1 %, після чого прийшлось переходити до підземних робіт та покладів з меншим вмістом. За тих умов підтримувати рентабельність можливо було нарощуванням обсягів видобутку, проте з цим уже не могла впоратися збагачувальна фабрика. У підсумку в 1914-му на тлі падіння цін на олово (та проблем з переробкою сульфідної руди) копальню закрили. На цей час накопичений видобуток досягнув 41 тисячі тонн руди, з якої вилучили 296 тонн каситериту.
До 1917-го роботи продовжували старательські артілі, що отримали ще 48 тонн каситериту.
У 1935-му права на родовища придбала Mount Bischoff Tin Mining Company, що за кілька років до того мусила припинити розробку олов'яного рудника Маунт-Бішоф (за півтора десятка кілометрі від Клівденду). Новий власник зробив інвестицій у прокладання трьох додаткових штолень та кількох розкопів, проте в 1939-му цей проєкт згорнули, так і не досягнувши очікуваних результатів.
У 1961-му Aberfoyle Tin Development Partnership узялась за дорозвідку родовища, за результатами якої в 1966-му сформували операційну компанію Cleveland Tin NL, що почала будівництво нового рудника зі збагачувальною фабрикою потужністю 1 тисяча тонн на добу. Видобуток стартував в 1968 році.
Верхню частину родовища до 7 рівня відпрацювали закладеними на схилі гори штольнями (середня відстань між рівнями складала біля 20 метрів), тоді як нижче використали транспортний ухил, який досягнув глибини у 3,5 кілометра та спускався на 345 метрів.
Роботи тривали до 1986 року та дозволили вилучити 5,65 (за іншими даними — 5,9) млн тонн руди та, що забезпечило отримання 23,5 тисяч тонн олова та 10 тисяч тонн міді.
Станом на початок 2020-х років за родовищем все ще рахувались залишкові ресурси категорії показані у 6,2 млн тонн руди (з середнім вмістом 0,75 % олова та 0,3 % міді), та також 3,7 млн тонн хвостів флотації (з середнім вмістом 0,29 % олова). Крім того, провели первинні підрахунки ресурсів вольфрамової руди (втім, всі вони належали до категорії передбачені).